# المعيار الأوروبي 301 549
إي أن 301 549 هو معيار أوروبي يحدد متطلبات إمكانية الوصول لمنتجات وخدمات تكنولوجيا المعلومات والاتصالات. يضع هذا المعيار إرشاداتٍ لإمكانية الوصول الرقمي بما في ذلك للأشخاص ذوي الإعاقة. كما يتضمن أحدث إصدار من المعيار إي أن 301 549 في3.2.1 نص دبليو سي إيه جي 2.1 كاملاً.

## تاريخ إي إن 301 549
أعد هذا المعيار كلاً من سي إي أن و سي إي أن إي أل إي سي وإي تي أس آي لتحديد متطلبات المنتجات والخدمات في الاتحاد الأوروبي. إي إن 301 549 هو المعيار الأوروبي الموحد لإمكانية الوصول إلى تكنولوجيا المعلومات والاتصالات. حيث يُستخدم في المشتريات العامة نظرًا لأهمية أن تكون الخدمات الحكومية سهلة الاستخدام للجميع. ومع قانون إمكانية الوصول الأوروبي أصبح هذا المعيار قابلاً للتطبيق على معظم المؤسسات في أوروبا. فمنذ نشره حدثت الإرشادات لمواكبة أفضل الممارسات.

### الإصدارات عبر الزمن
- إي أن 301 549:2015 في1.1.2 (التاريخ: 2015-04)[6]
- إي أن 301 549:2018 في2.1.2 (التاريخ: 2018-08)[7]
- إي أن 301 549:2019 في3.1.1 (التاريخ: 2019-11)[8]
- إي أن 301 549:2021 في3.2.1 (التاريخ: 2021-03)
- سي إيه إن/إيه أس سي - إي أن 301 549:2024 (التاريخ: 2024-05)[9]

## لماذا تعد المعايير الرقمية مهمة؟
اعتمدت إي أن 301 549 عمومًا أحدث إصدار موصى به من إرشادات إمكانية الوصول إلى محتوى الويب من مبادرة إمكانية الوصول إلى الويب التابعة لـ دبليو3سي بعد فترة من المراجعة. في الإصدار 2.1.2 اعتمدت معايير إمكانية الوصول المنسقة رسميًا إرشادات دبليو سي إيه جي 2.1 التابعة لـ دبليو3سي. كما تبنت الإصدارات السابقة من إي أن 301 549 دبليو سي إيه جي 2.0 كـ "ملحق إلكتروني". وسيصدر الإصدار التالي من إي أن 301 549 (في4.1.1) في عام 2026. من المخطط أن يدعم هذا الإصدار الجديد قانون إمكانية الوصول الأوروبي ويتضمن دبليو سي إيه جي 2.2 إيه إيه بالإضافة إلى تحديثات مهمة للمتطلبات المتعلقة بالنص في الوقت الفعلي.
وافق الاتحاد الأوروبي على توجيه إمكانية الوصول إلى الويب قبل تطوير معيار إي أن 301 549. ينص القرار المطبق على افتراض التوافق بين الدول الأعضاء. إن وجود إرشادات عالمية مثل دبليو سي إيه جي لأمر رائع ولكن من الأسهل تنفيذه بالنسبة لبعض الدول كمعيار واضح. حيث كان لدى الدول الأعضاء حتى سبتمبر 2018 لصياغة القوانين واللوائح التي تفرض متطلبات إمكانية الوصول ذات الصلة. كما تتمتع الدول الأعضاء بحرية تحديد كيفية تنفيذها لمعيار إي إن 301 549 وقد تتجاوزها. ومع ذلك فإنها تشكل الآن معيارًا أدنى لإمكانية الوصول للحكومات الأوروبية.

### ما هو المشمول
يتضمن المعيار تطبيقات الويب والجوال ولكنه يتناول أيضًا مجموعة واسعة من التقنيات الأخرى بالإضافة إلى تلك التي يغطيها دبليو سي إيه جي: 
- منتجات تكنولوجيا المعلومات والاتصالات.
- الخدمات المتعلقة بالمنتجات.
- مواقع الويب آند
- إن بعض خدمات الاتصالات المحددة اللازمة لتوفير طرق اتصال بديلة لطريقة الكلام (مثل النصوص أو الصور) وتوجيهها قد توفر إمكانية الوصول إلى خدمات مثل مكالمات الطوارئ أو خدمات التتابع للجميع.

## التبني العالمي
اعتمد هذا المعيار في دول خارج الاتحاد الأوروبي مثل أستراليا وكندا. ويساعد هذا المعيار هذه الدول على تسهيل استخدام تقنياتها للجميع ويحافظ على توافق معاييرها مما يُسهّل التجارة مع أوروبا. وحتى في الحالات التي لم يُعتمد فيها هذا المعيار بعد فإنه يُستخدم كمعيار لتقييم إمكانية الوصول الرقمي.
في أستراليا اعتمدوا إي إن 301 549 بوجه مماثل للمعيار الطوعي إيه أس إي أن 301 549. لم يشرع المعيار على المستوى الفيدرالي ولكن العديد من حكومات الولايات -بما في ذلك نيو ساوث ويلز وفيكتوريا وكوينزلاند- تستخدم المعيار لشراء تكنولوجيا المعلومات والاتصالات.
في عام 2024 اعتمدت كندا الإصدار الحالي (2021) من معيار الاتحاد الأوروبي إي أن 301 549 وهو CAN/ASC - إي أن 301 549:2024. وهو الآن معيار وطني كندي. إن إصدارهم مطابق للأصل ولكنه متوفر ليس فقط بصيغة بيه دي أف بل أيضًا بصيغتي أم أس وورد وأتش تي أم أل. الإصدار الكندي متوفر أيضًا باللغة الفرنسية.

## التحديثات المستقبلية
يُحدَّث المعيار بانتظام لمواكبة أحدث التقنيات. إن التحديث الكبير التالي سيكون في عام 2025 وسيتضمن أحدث النصائح حول كيفية جعل التكنولوجيا متاحة للجميع.

## روابط خارجية
- Deque: الامتثال لتشريعات إمكانية الوصول إلى الويب في الاتحاد الأوروبي
- EN 301 549: إمكانية الوصول الأساسية: المعيار الأوروبي لإمكانية الوصول الرقمي
- توجيه الاتحاد الأوروبي بشأن إمكانية الوصول إلى مواقع الويب والتطبيقات المحمولة للقطاع العام
- قوانين إمكانية الوصول إلى الويب في الاتحاد الأوروبي: EN 301 549 وEAA
- EN 301 549 V3 المعيار الأوروبي الموحد لإمكانية الوصول إلى تكنولوجيا المعلومات والاتصالات